# Tournoi de tennis de Malaisie
Pour les articles homonymes, voir Open de Malaisie.
Le tournoi de Malaisie est un tournoi de tennis masculin et féminin des circuits professionnels ATP et WTA organisé dans la ville de Kuala Lumpur.
Le tournoi dans le circuit masculin a existé en catégorie Challenger à partir de 1989, puis a compté quatre éditions ATP entre 1993 et 1995. Il a repris sa place au calendrier en 2009, avant de la céder en 2016 au profit du tournoi de Chengdu en Chine. Deux éditions féminines se sont tenues en 1992 et 1993, puis à nouveau à partir de 2010.

## Palmarès dames

### Simple
| No | Date       | Nom et lieu du tournoi            | Catégorie      | Dotation       | Surface        | Vainqueure         | Finaliste             | Score              |                |
| -- | ---------- | --------------------------------- | -------------- | -------------- | -------------- | ------------------ | --------------------- | ------------------ | -------------- |
| 1  | 20-04-1992 | Women’s Open, Kuala Lumpur        | Tier IV        | 100 000 $      | Dur (int.)     | Yayuk Basuki       | Andrea Strnadová      | 6-3, 6-0           | Tableau        |
| 2  | 19-04-1993 | Women’s Open, Kuala Lumpur        | Tier IV        | 100 000 $      | Dur (int.)     | Nicole Provis      | Ann Grossman          | 6-3, 6-2           | Tableau        |
|    | 1994-2009  | Pas de tournoi                    | Pas de tournoi | Pas de tournoi | Pas de tournoi | Pas de tournoi     | Pas de tournoi        | Pas de tournoi     | Pas de tournoi |
| 3  | 22-02-2010 | Malaysian Open, Kuala Lumpur      | Intern'l       | 220 000 $      | Dur (ext.)     | Alisa Kleybanova   | Elena Dementieva      | 6-3, 6-2           | Tableau        |
| 4  | 28-02-2011 | BMW Malaysian Open, Kuala Lumpur  | Intern'l       | 220 000 $      | Dur (ext.)     | Jelena Dokić       | Lucie Šafářová        | 2-6, 7-69, 6-4     | Tableau        |
| 5  | 27-02-2012 | BMW Malaysian Open, Kuala Lumpur  | Intern'l       | 220 000 $      | Dur (ext.)     | Hsieh Su-wei       | Petra Martić          | 2-6, 7-5, 4-1, ab. | Tableau        |
| 6  | 25-02-2013 | BMW Malaysian Open, Kuala Lumpur  | Intern'l       | 235 000 $      | Dur (ext.)     | Karolína Plíšková  | Bethanie Mattek-Sands | 1-6, 7-5, 6-3      | Tableau        |
| 7  | 14-04-2014 | BMW Malaysian Open, Kuala Lumpur  | Intern'l       | 226 750 $      | Dur (ext.)     | Donna Vekić        | Dominika Cibulková    | 5-7, 7-5, 7-64     | Tableau        |
| 8  | 02-03-2015 | BMW Malaysian Open, Kuala Lumpur  | Intern'l       | 226 750 $      | Dur (ext.)     | Caroline Wozniacki | Alexandra Dulgheru    | 4-6, 6-2, 6-1      | Tableau        |
| 9  | 29-02-2016 | BMW Malaysian Open, Kuala Lumpur  | Intern'l       | 226 750 $      | Dur (ext.)     | Elina Svitolina    | Eugenie Bouchard      | 6-75, 6-4, 7-5     | Tableau        |
| 10 | 27-02-2017 | Alya Malaysian Open, Kuala Lumpur | Intern'l       | 226 750 $      | Dur (ext.)     | Ashleigh Barty     | Nao Hibino            | 6-3, 6-2           | Tableau        |

### Double
| No | Date       | Nom et lieu du tournoi           | Catégorie      | Dotation       | Surface        | Vainqueures                          | Finalistes                          | Score               |                |
| -- | ---------- | -------------------------------- | -------------- | -------------- | -------------- | ------------------------------------ | ----------------------------------- | ------------------- | -------------- |
| 1  | 20-04-1992 | Women’s Open Kuala Lumpur        | Tier IV        | 100 000 $      | Dur (int.)     | Isabelle Demongeot Natalia Medvedeva | Rika Hiraki Petra Langrová          | 2-6, 6-4, 6-1       | Tableau        |
| 2  | 19-04-1993 | Women’s Open Kuala Lumpur        | Tier IV        | 100 000 $      | Dur (int.)     | Patty Fendick Meredith McGrath       | Nicole Arendt Kristine Radford      | 6-4, 7-6            | Tableau        |
|    | 1994-2009  | Pas de tournoi                   | Pas de tournoi | Pas de tournoi | Pas de tournoi | Pas de tournoi                       | Pas de tournoi                      | Pas de tournoi      | Pas de tournoi |
| 3  | 22-02-2010 | Malaysian Open Kuala Lumpur      | Intern'l       | 220 000 $      | Dur (ext.)     | Chan Yung-jan Zheng Jie              | Anastasia Rodionova Arina Rodionova | 6-74, 6-2, [10-7]   | Tableau        |
| 4  | 28-02-2011 | BMW Malaysian Open Kuala Lumpur  | Intern'l       | 220 000 $      | Dur (ext.)     | Dinara Safina Galina Voskoboeva      | N. Lertcheewakarn Jessica Moore     | 7-5, 2-6, [10-5]    | Tableau        |
| 5  | 27-02-2012 | BMW Malaysian Open Kuala Lumpur  | Intern'l       | 220 000 $      | Dur (ext.)     | Chang Kai-chen Chuang Chia-jung      | Chan Hao-ching Rika Fujiwara        | 7-5, 6-4            | Tableau        |
| 6  | 25-02-2013 | BMW Malaysian Open Kuala Lumpur  | Intern'l       | 235 000 $      | Dur (ext.)     | Shuko Aoyama Chang Kai-chen          | Janette Husárová Zhang Shuai        | 6-74, 7-64, [14-12] | Tableau        |
| 7  | 14-04-2014 | BMW Malaysian Open Kuala Lumpur  | Intern'l       | 226 750 $      | Dur (ext.)     | Tímea Babos Chan Hao-ching           | Chan Yung-jan Zheng Saisai          | 6-3, 6-4            | Tableau        |
| 8  | 02-03-2015 | BMW Malaysian Open Kuala Lumpur  | Intern'l       | 226 750 $      | Dur (ext.)     | Liang Chen Wang Yafan                | Yuliya Beygelzimer Olga Savchuk     | 4-6, 6-3, [10-4]    | Tableau        |
| 9  | 29-02-2016 | BMW Malaysian Open Kuala Lumpur  | Intern'l       | 226 750 $      | Dur (ext.)     | Varat. Wongteanchai Yang Zhaoxuan    | Liang Chen Wang Yafan               | 4-6, 6-4, [10-7]    | Tableau        |
| 10 | 27-02-2017 | Alya Malaysian Open Kuala Lumpur | Intern'l       | 226 750 $      | Dur (ext.)     | Ashleigh Barty Casey Dellacqua       | Nicole Melichar Makoto Ninomiya     | 7-65, 6-3           | Tableau        |

## Palmarès messieurs

### Simple
| No | Date       | Nom et lieu du tournoi              | Catégorie    | Dotation  | Surface         | Vainqueur         | Finaliste          | Score           |         |
| -- | ---------- | ----------------------------------- | ------------ | --------- | --------------- | ----------------- | ------------------ | --------------- | ------- |
| 1  | 31-07-1989 | , Kuala Lumpur                      | Challenger   | 25 000 $  | Dur (ext.)      | Neil Borwick      | Russell Barlow     | 6-3, 6-4        |         |
| 2  | 07-05-1990 | , Kuala Lumpur                      | Challenger   | 50 000 $  | Dur (ext.)      | Nduka Odizor      | Sláva Doseděl      | 6-3, 3-6, 6-3   |         |
| 3  | 29-04-1991 | , Kuala Lumpur                      | Challenger   | 50 000 $  | Dur (ext.)      | Glenn Layendecker | Neil Borwick       | 6-4, 6-4        |         |
| 4  | 04-05-1992 | , Kuala Lumpur                      | Challenger   | 50 000 $  | Dur (ext.)      | Sandon Stolle     | Jeremy Bates       | 7-6, 6-4        |         |
| 5  | 16-11-1992 | , Kuala Lumpur                      | Challenger   | 25 000 $  | Dur (ext.)      | Chris Wilkinson   | Roger Smith        | 6-3, 6-1        |         |
| 6  | 04-01-1993 | Open de Malaisie, Kuala Lumpur      | World Series | 275 000 $ | Dur (ext.)      | Richey Reneberg   | Olivier Delaitre   | 6-3, 6-1        |         |
| 7  | 03-05-1993 | , Kuala Lumpur                      | Challenger   | 50 000 $  | Dur (ext.)      | Gianluca Pozzi    | Jonas Björkman     | 3-5, ab.        |         |
| 8  | 27-09-1993 | Open de Malaisie, Kuala Lumpur      | World Series | 275 000 $ | Dur (int.)      | Michael Chang     | Jonas Svensson     | 6-0, 6-4        |         |
| 9  | 29-11-1993 | , Kuala Lumpur                      | Challenger   | 25 000 $  | Dur (ext.)      | Alexander Mronz   | Tommy Ho           | 6-1, 6-0        |         |
| 10 | 26-09-1994 | Open de Malaisie, Kuala Lumpur      | World Series | 375 000 $ | Moquette (int.) | Jacco Eltingh     | Andreï Olhovskiy   | 7-61, 2-6, 6-4  |         |
| 11 | 02-10-1995 | Open de Malaisie, Kuala Lumpur      | World Series | 389 250 $ | Moquette (int.) | Marcelo Ríos      | Mark Philippoussis | 7-66, 6-2       |         |
| 12 | 19-11-2007 | Malaysian Open, Kuala Lumpur        | Challenger   | 150 000 $ | Dur (ext.)      | Rainer Schüttler  | Serhiy Stakhovsky  | 7-62, 6-2       |         |
| 13 | 28-09-2009 | Proton Malaysian Open, Kuala Lumpur | ATP 250      | 850 000 $ | Dur (int.)      | Nikolay Davydenko | Fernando Verdasco  | 6-4, 7-5        | Tableau |
| 14 | 27-09-2010 | Malaysian Open, Kuala Lumpur        | ATP 250      | 850 000 $ | Dur (int.)      | Mikhail Youzhny   | Andrey Golubev     | 67-7, 6-2, 7-63 | Tableau |
| 15 | 03-10-2011 | Malaysian Open, Kuala Lumpur        | ATP 250      | 850 000 $ | Dur (int.)      | Janko Tipsarević  | Márcos Baghdatís   | 6-4, 7-5        | Tableau |
| 16 | 24-09-2012 | Malaysian Open, Kuala Lumpur        | ATP 250      | 850 000 $ | Dur (int.)      | Juan Mónaco       | Julien Benneteau   | 7-5, 4-6, 6-3   | Tableau |
| 17 | 23-09-2013 | Malaysian Open, Kuala Lumpur        | ATP 250      | 875 500 $ | Dur (int.)      | João Sousa        | Julien Benneteau   | 2-6, 7-5, 6-4   | Tableau |
| 18 | 22-09-2014 | Malaysian Open, Kuala Lumpur        | ATP 250      | 910 520 $ | Dur (int.)      | Kei Nishikori     | Julien Benneteau   | 7-64, 6-4       | Tableau |
| 19 | 28-09-2015 | Malaysian Open, Kuala Lumpur        | ATP 250      | 937 835 $ | Dur (int.)      | David Ferrer      | Feliciano López    | 7-5, 7-5        | Tableau |

### Double
| No | Date       | Nom et lieu du tournoi              | Catégorie    | Dotation  | Surface         | Vainqueurs                           | Finalistes                           | Score             |         |
| -- | ---------- | ----------------------------------- | ------------ | --------- | --------------- | ------------------------------------ | ------------------------------------ | ----------------- | ------- |
| 1  | 31-07-1989 | , Kuala Lumpur                      | Challenger   | 25 000 $  | Dur (ext.)      | Zeeshan Ali Steve Guy                | Morten Christensen Peter Flintsoe    | 6-4, 6-4          |         |
| 2  | 07-05-1990 | , Kuala Lumpur                      | Challenger   | 50 000 $  | Dur (ext.)      | Nduka Odizor Paul Wekesa             | Jonathan Canter Bruce Derlin         | 6-3, 6-4          |         |
| 3  | 29-04-1991 | , Kuala Lumpur                      | Challenger   | 50 000 $  | Dur (ext.)      | Andrew Castle Paul Wekesa            | Ģirts Dzelde James Turner            | 7-6, 6-3          |         |
| 4  | 04-05-1992 | , Kuala Lumpur                      | Challenger   | 50 000 $  | Dur (ext.)      | Jamie Morgan Sandon Stolle           | Tommy Ho Patrick Rafter              | 6-4, 7-6          |         |
| 5  | 16-11-1992 | , Kuala Lumpur                      | Challenger   | 50 000 $  | Dur (ext.)      | Mitch Michulka Mark Petchey          | Owen Casey Donald Johnson            | 7-6, 6-1          |         |
| 6  | 04-01-1993 | Open de Malaisie, Kuala Lumpur      | World Series | 275 000 $ | Dur (ext.)      | Jacco Eltingh Paul Haarhuis          | Henrik Holm Bent-Ove Pedersen        | 7-5, 6-3          |         |
| 7  | 03-05-1993 | , Kuala Lumpur                      | Challenger   | 50 000 $  | Dur (ext.)      | Joshua Eagle Andrew Florent          | Marius Barnard Joost Winnink         | 6-4, 6-4          |         |
| 8  | 27-09-1993 | Open de Malaisie, Kuala Lumpur      | World Series | 275 000 $ | Dur (int.)      | Jacco Eltingh Paul Haarhuis          | Jonas Björkman Lars-Anders Wahlgren  | 7-5, 4-6, 7-6     |         |
| 9  | 29-11-1993 | , Kuala Lumpur                      | Challenger   | 25 000 $  | Dur (ext.)      | Sébastien Lareau Daniel Nestor       | David Nainkin Kevin Ullyett          | 6-4, 6-4          |         |
| 10 | 26-09-1994 | Open de Malaisie, Kuala Lumpur      | World Series | 375 000 $ | Moquette (int.) | Jacco Eltingh Paul Haarhuis          | Nicklas Kulti Lars-Anders Wahlgren   | 6-0, 7-5          |         |
| 11 | 02-10-1995 | Open de Malaisie, Kuala Lumpur      | World Series | 389 250 $ | Moquette (int.) | Patrick McEnroe Mark Philippoussis   | Grant Connell Patrick Galbraith      | 7-5, 6-4          |         |
| 12 | 19-11-2007 | Malaysian Open, Kuala Lumpur        | Challenger   | 150 000 $ | Dur (ext.)      | Stephen Huss Wesley Moodie           | Rohan Bopanna Aisam Qureshi          | 7-610, 6-3        |         |
| 13 | 28-09-2009 | Proton Malaysian Open, Kuala Lumpur | ATP 250      | 850 000 $ | Dur (int.)      | Mariusz Fyrstenberg Marcin Matkowski | Igor Kunitsyn Jaroslav Levinský      | 6-2, 6-1          | Tableau |
| 14 | 27-09-2010 | Malaysian Open, Kuala Lumpur        | ATP 250      | 850 000 $ | Dur (int.)      | František Čermák Michal Mertiňák     | Mariusz Fyrstenberg Marcin Matkowski | 7-63, 7-65        | Tableau |
| 15 | 03-10-2011 | Malaysian Open, Kuala Lumpur        | ATP 250      | 850 000 $ | Dur (int.)      | Eric Butorac Jean-Julien Rojer       | František Čermák Filip Polášek       | 6-2, 6-1          | Tableau |
| 16 | 24-09-2012 | Malaysian Open, Kuala Lumpur        | ATP 250      | 850 000 $ | Dur (int.)      | Alexander Peya Bruno Soares          | Colin Fleming Ross Hutchins          | 5-7, 7-5, [10-7]  | Tableau |
| 17 | 23-09-2013 | Malaysian Open, Kuala Lumpur        | ATP 250      | 875 500 $ | Dur (int.)      | Eric Butorac Raven Klaasen           | Pablo Cuevas Horacio Zeballos        | 6-2, 6-4          | Tableau |
| 18 | 22-09-2014 | Malaysian Open, Kuala Lumpur        | ATP 250      | 910 520 $ | Dur (int.)      | Marcin Matkowski Leander Paes        | Jamie Murray John Peers              | 3-6, 7-65, [10-5] | Tableau |
| 19 | 28-09-2015 | Malaysian Open, Kuala Lumpur        | ATP 250      | 937 835 $ | Dur (int.)      | Treat Huey Henri Kontinen            | Raven Klaasen Rajeev Ram             | 7-64, 6-2         | Tableau |